# Перье, Казимир Пьер
Казимир Пьер Перье (фр. Casimir Pierre Périer; 11 октября 1777, Гренобль — 16 мая 1832, Париж) — французский банкир, политик, и государственный деятель, который, с 13 марта 1831 года по 16 мая 1832 года будучи премьер-министром, возглавлял кабинет министров Июльской монархии.

## Биография
Казимир Пьер Перье родился и вырос в семье французского банкира Клода Перье. Был четвёртым сыном в семье.
В 1796 году служил в армии и участвовал в Первом итальянском походе.
В 1802 году основал в Париже вместе с братом Сципионом банкирский дом, доставивший ему крупное состояние.
В 1817 году вступил на политическое поприще брошюрой, направленной против финансовой политики министерства и открывшей ему доступ в палату депутатов.
Он занял место на скамьях оппозиции и упорно боролся со всеми реакционными мероприятиями министерств, в особенности Жана-Батиста Виллеля. Вместе с Б. Констаном, Лафайетом и другими он был одним из тех шестидесяти оппозиционных депутатов, которые оставили заседания палаты вследствие насилия над Манюэлем (1823).
Перье всячески поддерживал кабинет министров Жана Батиста Мартиньяка, который пришёл на смену кабинету Виллеля.
Во время Июльской революции 1830 года парижская квартира Перье была одним из центров, где собирались вожди парламентской оппозиции. Он был членом депутатской группы, отправленной 28 июля к командующему парижским гарнизоном маршалу Огюсту Фредерику Луи Мармону с просьбой об отмене вызвавших восстание ордонансов.
На следующий день он был избран членом муниципальной комиссии (временного правительства), призвавшей на французский престол Людовика-Филиппа.
3 августа Перье был избран президентом палаты депутатов. Состоял членом, без портфеля, министерства 11 августа, но не вступил в слишком, по его мнению, радикальное министерство Жака Лаффитта и вновь занял президентское место в палате.
13 марта 1831 года, после падения министерства Лаффитта, Перье сформировал и возглавил новый кабинет министров, заняв в нем пост министра внутренних дел.
При назначениях на должности, Казимир Пьер Перье проявил чрезвычайную строгость к либеральным и республиканским убеждениям кандидатов, но зато крайнюю снисходительность к легитимистским. Он открыто заявлял свою враждебность всем крайним принципам и стремился к созданию консервативной партии, которая объединила бы сторонников нового правительства с более умеренными из приверженцев павшего.

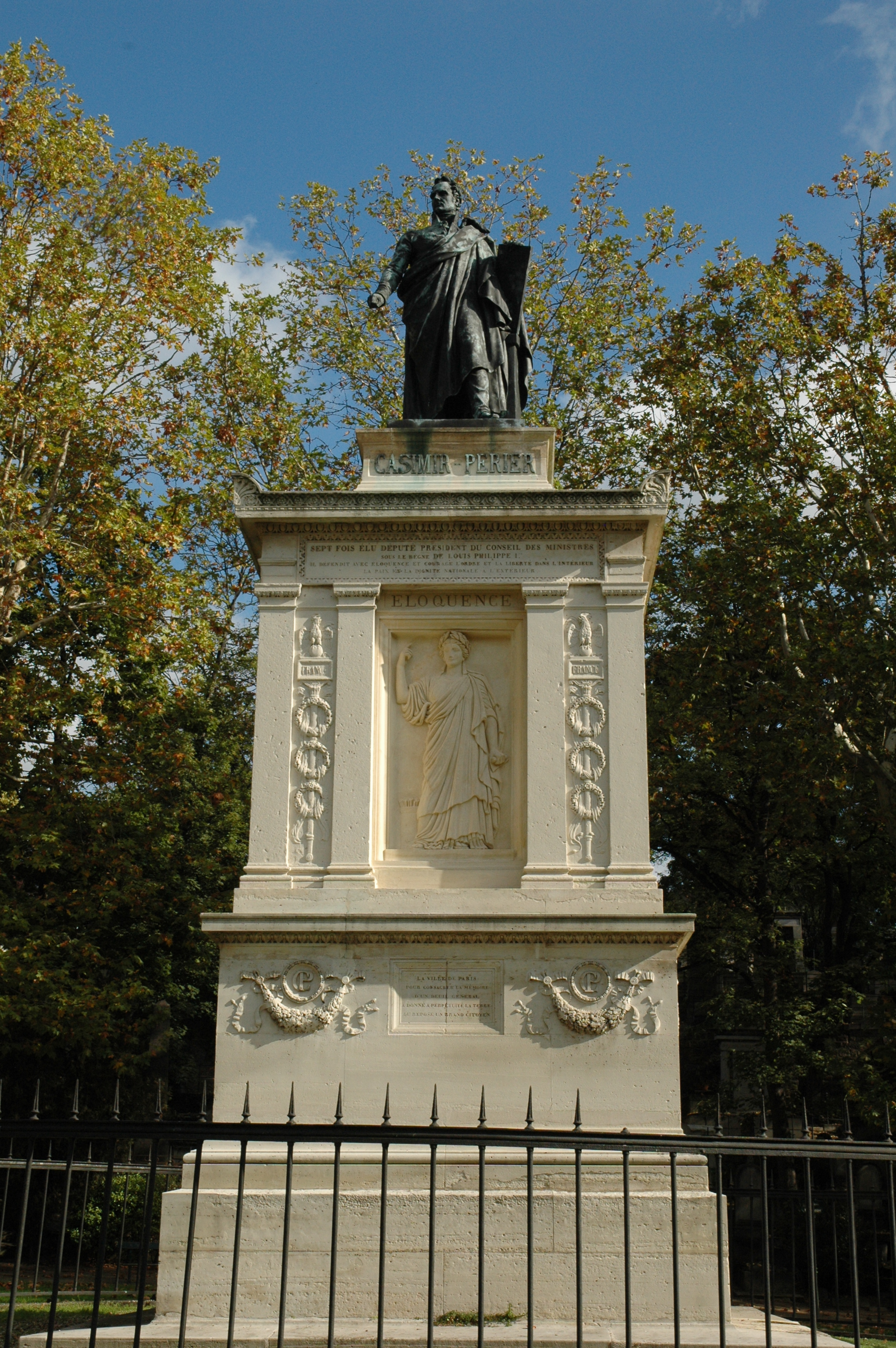
Памятник Перье на кладбище Пер-Лашез (Париж)

При нем был проведён реакционный закон о сборищах, отменена под давлением общественного мнения наследственность пэрского достоинства.
Все время управления Перье было наполнено волнениями в Париже, Вандее и других местах; в особенности серьезен был бунт в городе Лионе. Перье усмирял восстания с железной суровостью. В иностранной политике он проявлял по временам большую энергию: при нем французские войска заняли Анкону в виде противовеса австрийской оккупации северной части папских владений; при нем же была предпринята первая экспедиция против Нидерландов.
«Порядок был заветной мечтой Казимира Перье, — так определял его характер Пьер Поль Ройе-Коллар в надгробной речи, — во что бы то ни стало он желал спасти порядок, за него боролся он с той страстью, которая не знает уступок…»
Настойчивый, всегда чрезвычайно упорно преследовавший раз намеченную цель, при этом раздражительный, он не пользовался любовью ни товарищей, ни даже короля, для которого он сделал так много. Это объясняется тем, что он по натуре не был царедворцем и в сношениях с королём сохранял свойственные ему неуступчивость, самостоятельность и гордость. Отводя широкую область королевским прерогативам, Перье, в то же время, не дозволял королю нарушать права парламента. Более, чем кто-либо, он содействовал укреплению парламентарной монархии Людовика-Филиппа.
Казимир Пьер Перье скончался от холеры 16 мая 1832 года в Париже, где позднее в его честь была воздвигнута статуя.

## Семья

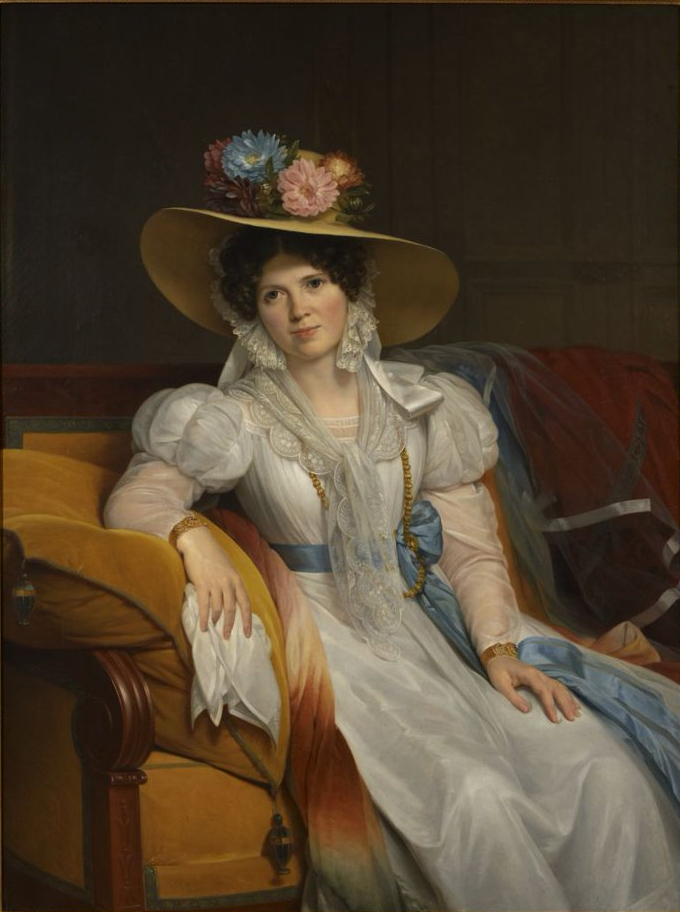
Полин

13 октября 1805 года, Перье женился в семейном замке Визиль близ Гренобля на богатой наследнице, Мари-Сесиль Лоранс (так называемой Полин) Лойе (фр. Marie Cécile Laurence (dite Pauline) Loyer) (1788—1861). Огромное приданое супруги помогло Казимиру Перье решить все финансовые трудности и отодвинуть брата от управления банковской конторой, которая была создана ими совместно.
Позднее у них родились два сына:
- Огюст Казимир-Перье (1811—1876), министр внутренних дел в правительстве Луи Адольфа Тьера и отец Жана Казимира-Перье — шестого президента Франции.

- Шарль-Фортюнат-Поль Казимир-Перье (1812—1897).